# Гийом де Лален (граф ван Хогстратен)
Гийом де Лален (фр. Guillaume de Lalaing; 1563 — 1590) —  4-й граф ван Хогстратен, граф де Реннебург.

## Биография
Сын Антуана II де Лалена, графа ван Хогстратена, и Элеоноры де Монморанси.
Барон де Лёз, ван Борселен, Зюйлен, сеньор д'Ашикур и де Вим.
Наследовал отцу в 1568 году, до 1585 находился под опекой матери.
В 1590 году, после смерти кузена графа Франсуа де Лалена, последнего мужского представителя старшей линии второй ветви рода, принял полный герб дома де Лален, но сам умер в том же году.

## Семья
Жена (1587): Мария-Кристина д'Эгмонт (1550—1622), герцогиня де Бурнонвиль, дочь графа Ламораля I д'Эгмонта и Сабины фон Пфальц-Зиммерн, вдова Удара де Бурнонвиля, графа д'Энен-Льетар. Третьим браком вышла за графа Карла фон Мансфельда, генерала христианских и имперских войск в Венгрии
Сын:
- Антуан III де Лален (ок. 1588—26.09.1613), граф ван Хогстратен, Хорн и де Реннебург. Жена (1.01.1610): графиня Мария-Маргарита де Берлемон (ум. 1654), дочь графа Флорана де Берлемона и графини Маргариты де Лален